# Jacques Stehman

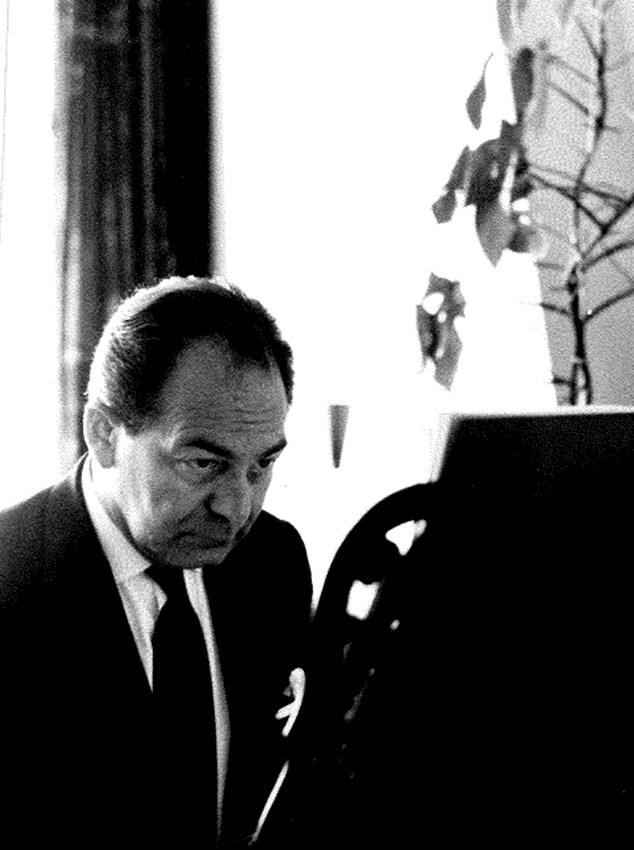
Jacques Stehman (Bibliothèque du Conservatoire Royal de Bruxelles. CR-14-J.S.-01/28)

Jacques Stehman, né à Bruxelles le 8 juillet 1912 et mort le 20 mai 1975 à Knokke-Heist, est un pianiste et un compositeur belge. C'est également un critique dans la presse écrite à la télévision et à la radio, il a écrit plusieurs livres sur l'histoire de la musique.

## Biographie
Il fait ses études au Conservatoire de Bruxelles puis sera successivement professeur d'harmonie et d'histoire de la musique au Conservatoire royal de Bruxelles, directeur de l'Académie de Musique de Woluwe-Saint-Lambert, professeur à l'Institut supérieur des arts décoratifs de la Cambre, à l'Institut des journalistes, et à la Chapelle musicale Reine Élisabeth.
Il est chroniqueur musical au journal La Lanterne jusqu'en 1965 puis au journal Le Soir. Il lance l'émission La Tribune du discophile sur l'Institut national de radiodiffusion en 1955. Il poursuivra ses chroniques au Soir et à la radio jusqu'en 1975.
Il est à l'origine du prix décerné par le public lors de la finale du concours international Reine-Élisabeth, le prix est appelé prix Jacques Stehman dès 1975 afin d'honorer son souvenir,, renommé depuis prix des auditeurs Musiq'3 ou Prix Musiq'3 - Jacques Stehman.
Il a été président des Jeunesses musicales de Bruxelles.

## Compositions
Il a composé de nombreuses œuvres pour piano et musique de chambre.
- Escapades, pour piano et cordes, 1968, partition publiée en 1971[6]
- Le tombeau de Ravel, suite pour piano, 1949, partition publiée en 1971[7]

## Fonds Jacques Stehman à la bibliothèque du Conservatoire Royal de Bruxelles
Le fonds Jacques est un don fait en juin 2021 au Conservatoire Royal de Bruxelles. Ce fonds contient un ensemble de partitions manuscrites, essentiellement des esquisses, des partitions éditées, des photos, divers programmes de concert, des cartons d'invitation et quelques partitions dédicacées à Jacques Stehman.

## Discographie
- Symphonie de poche, (Symphonie de poche, Marche Funèbre), DECCA records, 1954, interprétation par l'orchestre national de Belgique sous la direction d'Edouard van Remoortel[8],[9]

## Publications
- Histoire de la musique en Belgique, La Boétie, 1950[10]
- Portrait de Chopin, Dutilleul, 1961[11]
- Histoire de la musique européenne des origines à nos jours, Gérard, 1964[12]